# Venanci de Vivièrs
Venanci de Viviers (Viviers?, s. V - Viviers, 537) fou bisbe de Viviers al segle VI (vers 517 a 537). És venerat com a sant per unes confessions cristianes.
Venanci era d'una família de prínceps burgundis. Hauria succeït el bisbe Valeri cap a l'any 517. Se sap que va assistir al concili de Clarmont d'Alvèrnia del 535. Durant el seu bisbat va restaurar-hi el culte i la litúrgia, va consolidar l'església catòlica a la regió i va reformar la vida i els costums eclesiàstics. Va morir el 537 i el va succeir Rústic. Dom Devic i Dom Vaisette l'esmenten com un dels bisbes notables per la seva santedat i pels seus mèrits.
Va ésser sebollit a l'església de Notre Dame du Rhône, que ell havia fet construir. Les relíquies van ésser portades a Soyons i avui es veneren a l'església de Sant Joan de Valença.